# Astragalus foliosus
Astragalus foliosus es una especie de planta del género Astragalus, de la familia de las leguminosas, orden Fabales.

## Distribución
Astragalus foliosus se distribuye por Irán.

## Taxonomía
Fue descrita científicamente por Podlech, Maassoumi & Ranjbar. Fue publicada en Willdenowia 32: 87 (2002).